# Тундровый волк
Тундровый волк, или тундряно́й волк (лат. Canis lupus albus), — подвид обыкновенного волка (Canis lupus), один из нескольких подвидов, обитающих в России. Ареал тундрового волка занимает зону тундры и лесотундры европейской части и Сибири вплоть до арктического побережья, а также Камчатки. Вопреки распространённому мнению, тундровый волк не является самым крупным из подвидов волка, уступая по этому критерию полярному волку. Размещение оленей по тундре определяет размещение волков.
Биология и этология данного подвида изучены недостаточно. Масса тела в среднем 42—49 кг. Для этих волков характерен очень длинный, густой и мягкий волосяной покров светлой окраски. Иногда встречаются чисто белые экземпляры, но чаще окраска бывает тёмная, варьирующая от серовато-белой до серой, у некоторых на спине даже с черноватыми оттенками. Бурые тона почти полностью отсутствуют. По внешнему виду напоминает североамериканский подвид Canis lupus tundarum. Кормом волку служат копытные, заяц-беляк, грызуны. За один раз может съедать 14 килограммов сырого мяса. Зубы отличаются массивностью и с одинаковым успехом рвут и размалывают пищу. Это позволяет тундровому волку раздирать на части самых крупных млекопитающих и дробить даже наиболее крепкие кости.
Старается не приближаться к человеку. Волк и волчица сходятся только в сезон спаривания (апрель-май), но находят друг друга раз за разом.